# Faculté des sciences économiques, sociales et juridiques de Mulhouse
La Faculté des sciences économiques, sociales et juridiques (FSESJ) de Mulhouse est un établissement public de l'enseignement supérieur, rattaché à l'université de Haute-Alsace (cette dernière étant une université autonome depuis le 1er janvier 2009).
La FSESJ est communément appelée la Fonderie du nom du campus dans lequel elle a ses locaux.  En 2007, le campus accueille 1 800 étudiants. En 2020, l'effectif monte à 1 900 étudiants dont ¼ de boursiers.

## Historique
La FSESJ a été créée en 1986 pour appuyer la reconversion économique de la région mulhousienne,.
En septembre 2007, la faculté déménage sur l’ancien site industriel réhabilité de la « Fonderie » afin de se rapprocher du centre-ville mulhousien.
Ce nouveau campus a été inauguré par le président de la République Nicolas Sarkozy le 6 septembre 2007 en présence du maire de Mulhouse Jean-Marie Bockel et de la ministre de l'Enseignement supérieur et de la Recherche Valérie Pécresse,.

## Formations
Le département Droit forme des juristes généralistes et spécialisés avec des diplômes de niveau licence et master. Le département Économie et Société propose d’une part une licence AES, destinée à former les cadres des PME, mais également de l’administration territoriale ou du secteur associatif ; et d’autre part un master Économie sociale et solidaire (ESS) et un master Responsabilité sociale et environnementale de l’entreprise / Développement durable (RSE). Une licence de Sciences politiques existe également depuis 2018. Le département Management forme des contrôleurs de gestion, des auditeurs, des acheteurs, des responsables administratifs ainsi que des managers dans différents domaines.
Les trois masters sont ouverts à l'alternance au niveau M2 en plus de la filière professionnelle classique pour les étudiants qui souhaitent emprunter cette voie. Malgré la proximité de l'Allemagne et de la Suisse, les contrats d'alternance s'effectuent obligatoirement avec des entreprises françaises car celles-ci paient la taxe d'apprentissage et disposent donc d'un monopole sur les contrats par apprentissage. Ces derniers se font par l'intermédiaire du Centre de formation d'apprentis universitaire d'Alsace (CFAU).
L’offre de formation est complétée par une licence d’histoire et deux masters, l’un en gestion contemporaine des archives et l’autre de muséologie. Le département Information et communication, rattaché à la faculté depuis 2012, propose quant à lui des formations de niveau licence et master sur le thème de la communication et de la conception de sites internet.

## Recherche
Les enseignants-chercheurs de la Faculté des sciences économiques, sociales et juridiques de Mulhouse sont rattachés au Centre de recherche en gestion des organisations (CREGO) qui est une équipe d'accueil (EA 7317) membre de l'École doctorale Droit, gestion, sciences économiques et politiques (ED 593) de la COMUE Université Bourgogne - Franche-Comté.
Le CREGO a la particularité de bénéficier de la tutelle de trois établissements différents : l'université de Bourgogne, l'université de Franche-Comté et l'université de Haute-Alsace.

### Historique des directeurs du CREGO
- Marc Filser (2014-2019)
- Angèle Renaud (depuis 2019)[11]

## Galerie

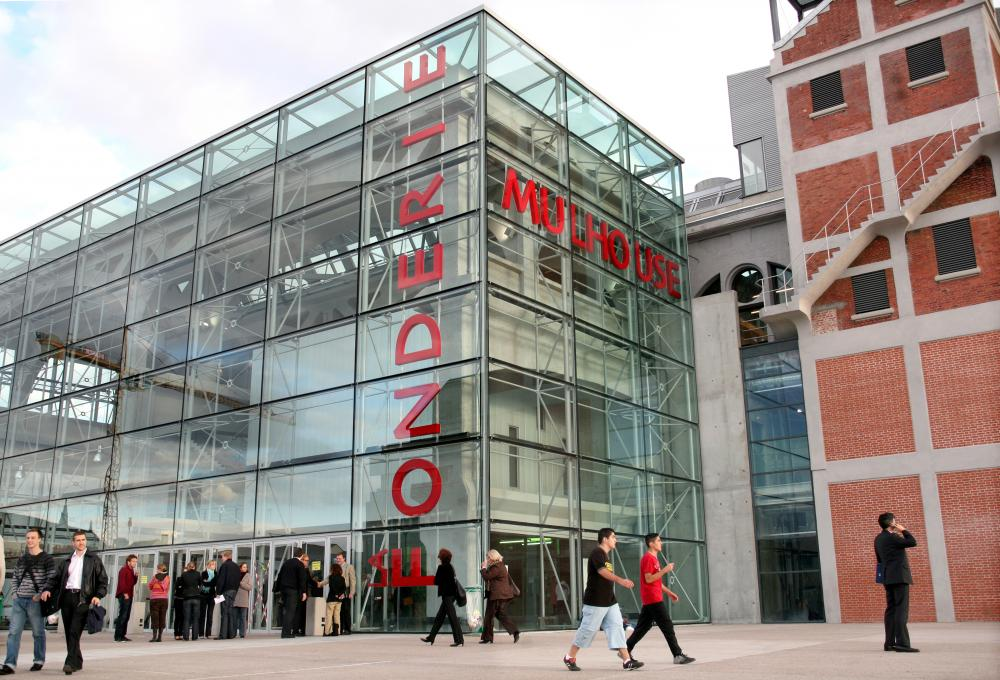
Campus de la Fonderie en 2008.
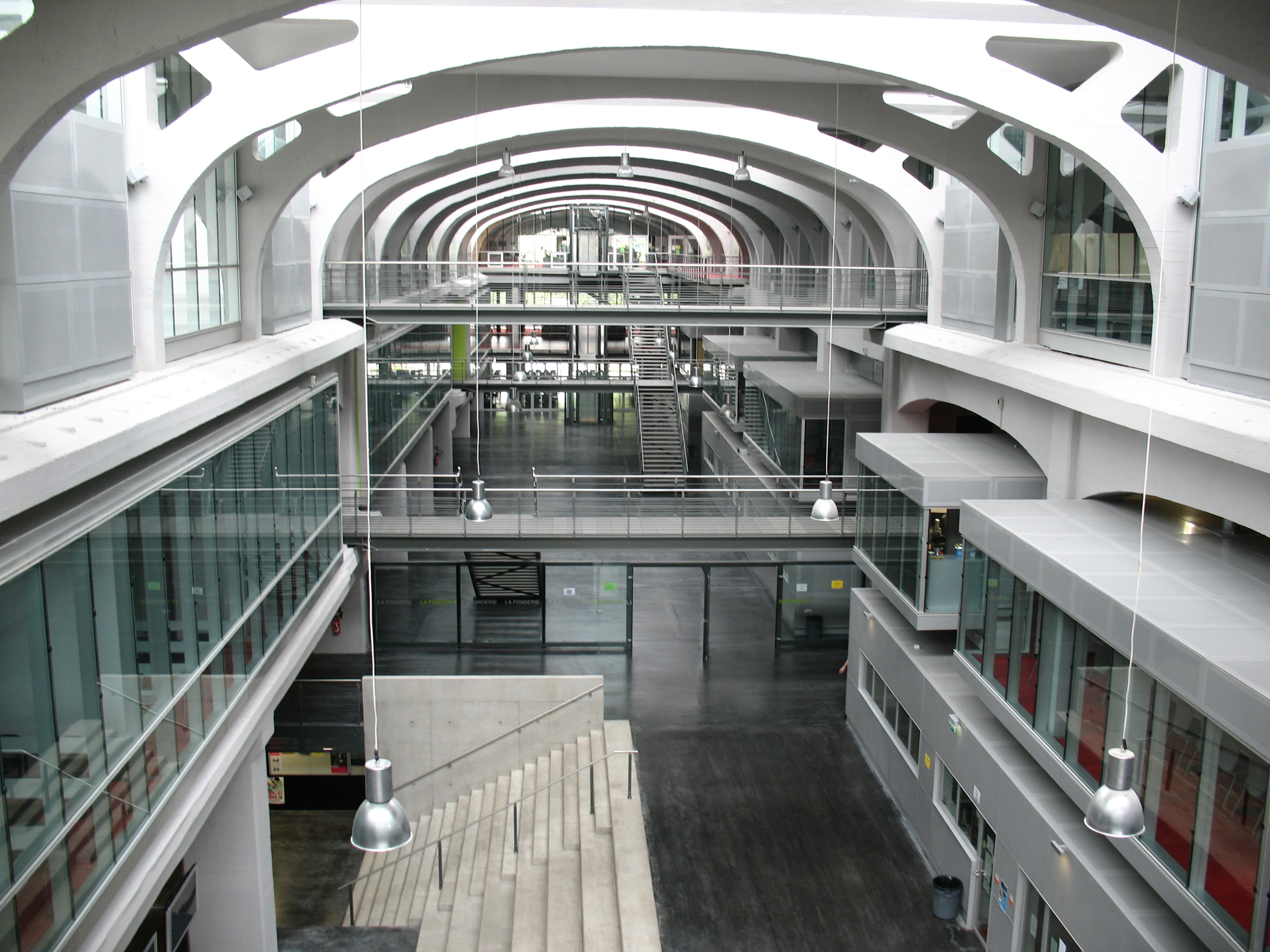
Vue intérieure du bâtiment principal du campus en 2008.
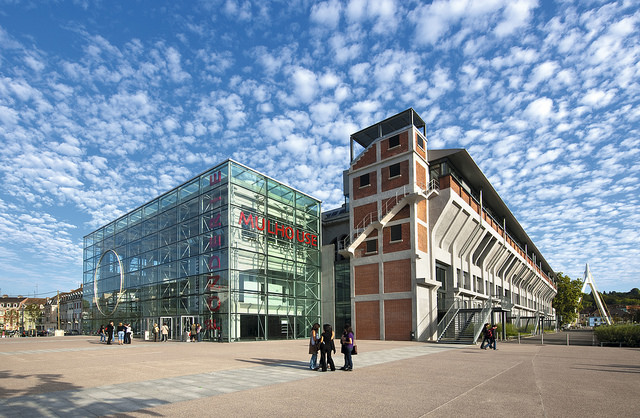
Vue extérieure du campus en 2017.